# Римська республіка (Наполеонівська)
Римська республіка (італ. Repubblica Romana, фр. République romaine) — короткочасна французька сестринська республіка, яка була проголошена 15 лютого 1798 року, після того, як  французька революційна армія на чолі з Луї-Александром Бертьє захопила Папську державу та 10 лютого увійшла до Риму. Однією з підстав французької окупації була помста за смерть французького генерала Мат'юрина-Леонарда Дюфо в 1797 році.
Римська республіка була клієнтською державою Франції і складалася з території Папської області. Папа Пій VI був засланий до Франції і помер там 1799 року. Після свого створення Римська республіка також стала контролювати Тибрську республіку і Анконітанську республіку. Ця республіка керувалася консулами, як і у стародавній Римській республіці. Римська республіка проіснувала недовго, оскільки Папська область була відновлена в жовтні 1799 року.
Прапором Римської республіки був чорно-біло-червоний триколор, що схожий на французький прапор.